# Розгары
«Розгары» — народный обряд, который проходит в агрогородке Лукомль Чашникского района Витебской области. Обряд проводится на восьмой день после Троицы. Обряд заметно выделяется на общеэтническом фоне тем, что представляет собой северо-восточный тип белорусской Русальной недели, или Троицкой недели, характерный для довольно ограниченной территории (Чашникский, Восток Сенненского, Лиозненский, Дубровенский р-ны Витебской области). Типологически обряд продолжает другие русальные проводящие ритуалы, характерные преимущественно для Восточного Полесья. Включён в Государственный список историко-культурных ценностей Республики Беларусь в 2020 году.

### История
Обряд «Розгары» известен с ХVIII века. Записан работниками методического центра, бывшим директором Лукомльского сельского Дома культуры Садовской Тамарой Борисовной, руководителем фольклорного коллектива «Вяскоўцы» Богатыревой Эммой Егоровной в 1990 году от жителей-носителей села Ротна Лукомльского сельского совета Дубицкой Натальи Андреевны, 1914 года рождения и Старовойтовой Лидии Федоровны, 1932 года рождения. В деревне Ротно носители проводили обряд до 2000 года. С 1990 фольклорный коллектив «Вяскоўцы» начал показывать обряд на сцене Лукомльского сельского Дома культуры, а с 2000 года — обряд перешел в агрогородок. Лукомль, потому что носители не имели возможности проводить обряд в силу своего возраста и здоровья. Часть жителей выехала в агрогородок Лукомль или другие населённые пункты. В настоящее время в деревне Ротно не осталось коренных жителей. Однако, практика элемента не прерывалась.

### Структура обряда
- сбор исполнителей (носителей), жителей деревни разных возрастных и социальных групп до захода солнца;
- поход к ржаному полю с одновременным собиранием различной зелени (цветы, хворост деревьев, прежде всего берез, травы);
- заживание ржаного снопа и витье венка;
- прохождение через венок с пожеланиями здоровья и богатства;
- гадания для молодежи на суженого;
- проводы венка к кладбищу и чествование русалки;
- Общий ужин

### Проведение обряда
После захода солнца молодые девушки и женщины в деревенской повседневной одежде собираются на краю деревни. Идя к ближайшему ржаному полю, они собирают цветы, травы, ветки деревьев. Затем, придя на холм поля, одна из женщин заживает сноп из ржаных колосков. Остальные женщины и девушки начинают петь и завивать венок из собранных цветов, обязательно вплетая ржаные колоски. Венок плели таким размером, чтобы через него мог пройти человек. После того, когда венок сплели-все завивальщицы с песней идут в деревню. Подойдя к первому дому, участники обряда начинают песней звать из дома хозяев. Когда хозяева выходят, участники обряда приглашают их обеспечить здоровье, богатство, благополучие — пройти через венок 3 раза. Потом приглашают их с собой на праздник. Встречая по дороге молодежь, им предлагают погадать на любовь, судьбу. Таким образом, участники проходят всю деревню. К этому времени на уже темнеет. Далее все участники идут на кладбище, чтобы повесить венок на самое большое и высокое дерево. Тем самым откупившись от гнева русалок. Как только венок был повешен на дерево, с кладбища начинали выскакивать переодетые нечистики, тем самым прогонять людей с кладбища. После все участники идут в деревню, чтобы продолжить праздник. В конце обряда все участники собираются за одним столом на ужин. При этом все действия во время обряда сопровождаются местными песнями.
Отдельно следует остановиться на подчеркнуто женской форме Чашникского обряда. Мужчины присоединялись только на последнем этапе, принимали участие в застолье. Основные же обрядовые функции несли женщины.

### Значение
Жители агрогородка Лукомль являются сообществом, которое имеет отличительную традиционную культуру и признает этот элемент как часть их культурного наследия. Жители также гордятся тем, что посмотреть на обряд приезжают представители прессы, жители других деревень и городов. Фольклорный кружок, который хранит обряд, выезжает на видеосъемки для телепередач, участвует в районных и областных мероприятиях, чтобы больше людей познакомить с нематериальным наследием. Ценность обряда состоит ещё в том, что он связан с памятью и уважением к своим предкам, от которых передан следующему поколению для поддержки своей идентичности, чувства самобытности.

В ходе проведения обряда 15 июня 2020 года, в аг. Лукомль наведалась научный эксперт Володина Татьяна Васильевна — заведующий отделом фольклористики и культуры славянских народов Центра исследований белорусской культуры, языка и литературы НАН Беларуси, доктор филологических наук, доцент:
«Это, как бы такой вариант общеэтнических проводов русалки, но что интересно „проводы русалки“ распространены на Гомельщине, а тут Подвинье, но мы увидела практически все важнейшие компоненты этого обряда: витие венка, проводы, ну скажем так, венка русалки к кладбищу и фактически награждение этого природного духа. Ведь русалка для нас, это дух Нивы, который в этом году наполняет рожь силой, но уходит время и должен быть проведен до кладбища. Чашникские „Розыгры“ четко продемонстрировали весьма архаичный и смыслово весомый элемент обхода дворов, на сегодня довольно редуцированный в Полесском варианте обряда. Участники процессии подходят к каждому дому, особенно к тем, хозяйка откуда не присоединилась к шествию, и специальной песней вызывает её на улицу. Даже нынешний обряд в ситуации пандемии продемонстрировал, насколько сельчане (особенно женщины старшего возраста) ждут участников процессии, выходят на улицу, становятся у весниц своих дворов и затем присоединяются к группе проводников. У подворий происходил очень важный для сельчан структурный элемент обряда-и в сегодняшнее время особенно-прохождения через венок с пожеланиями здоровья и богатства.»